# Distretto di Hulu Langat
Hulu Langat è un distretto dello Stato di Selangor. È il quinto distretto per grandezza dello stato federato.